# Simona Djankowa
Simona Djanowa Djankowa (bulgarisch Симона Дянова Дянкова; * 7. Dezember 1994 in Warna) ist eine ehemalige bulgarische Rhythmische Sportgymnastin.

## Karriere
Djankowa begann im Alter von sechs Jahren mit der rhythmischen Sportgymnastik und gehörte später zur bulgarischen Nationalgruppe.
Bei den Weltmeisterschaften 2017 gewann sie mit der Gruppe Silber im Mehrkampf und Bronze mit drei Bällen und zwei Seilen. 2018 folgten Gold mit fünf Reifen und Bronze im Mehrkampf, 2019 Silber mit fünf Bällen und erneut Bronze im Mehrkampf. Bei den Europameisterschaften 2018 erreichte sie mit der Gruppe Gold mit drei Bällen und zwei Seilen sowie Bronze im Mehrkampf und in der Mannschaftswertung. Bei den Europaspielen 2019 in Minsk gewann sie Silber im Mehrkampf und mit fünf Bällen sowie Bronze mit drei Reifen und vier Keulen. 2021 folgten bei den Europameisterschaften Gold mit fünf Bällen und Silber mit drei Reifen und vier Keulen.
Den größten Triumph ihrer Karriere feierte sie im Jahr 2021, als sie bei den Olympischen Spielen in Tokio gemeinsam mit der bulgarischen Gruppe die Goldmedaille im Mehrkampf gewann.
Im Oktober 2021 beendete Djankowa ihre Karriere.